# 米莎·罗德里格斯
玛丽亚·伊莎贝尔·「米莎」·罗德里格斯·里贝罗（西班牙語：María Isabel "Misa" Rodríguez Rivero；1999年7月22日—），西班牙女子职业足球运动员，司职守门员，目前效力于皇家马德里足球俱乐部和西班牙国家女子足球队。2023年，她代表西班牙参加国际足联女子世界杯并夺得冠军。2024年，她代表西班牙参与夏季奥林匹克运动会女子足球比赛。